# Прованса-Алпи-Азурна обала
Прованса-Алпи-Азурна обала (фр. Provence-Alpes-Côte d'Azur, окс Provença-Aups-Còsta d'Azur) је регион на југоистоку Француске.
Данашњи регион Прованса-Алпи-Азурна обала се састоји од историјске француске провинције Провансе, бивше папске територије Авињон, бивше Сардинијске територије Нице и југоисточног дела бивше Француске провинције Дофен (Dauphiné) која се налази у Алпима.

## Администрација
Регионални парламент за регион Прованса-Алпи-Азурна обала се налази у Марсеју. Састоји се од 123 посланичких места. Од 2004. до 2010. године на власти је Левичарска Унија са већином од 73 посланичких места.
Распоред посланика по департманима:
- 4 посланика за департман Горњопровансалски Алпи
- 3 посланика за департман Горњи Алпи
- 26 посланика за департман Приморски Алпи
- 51 посланика за департман Буш ди Рон
- 25 посланика за департман Вар
- 14 посланика за департман Воклиз

## Географија
Регион Прованса-Алпи-Азурна обала (скраћено PACA) граничи се са Италијом, на северу дели границу са регионом Рона-Алпи, а на западу са регионом Лангдок-Русијон где границу чини река Рона (река). Прованса-Алпи-Азурна обала на југу излази на Средоземно море. Регион има 6 департмана који су већином делови старих провинција Провансе и Дофине.